# Ильенкова, Ирина Валерьевна
Ирина Валерьевна Ильенкова (родилась 10 апреля 1980 года в Минске) — белорусская гимнастка, серебряный призёр Олимпийских игр 2000 года по художественной гимнастике в групповом многоборье; чемпионка мира 1998 года в групповом многоборье. Заслуженный мастер спорта Республики Беларусь (1998), заслуженный тренер Республики Беларусь (2016).

## Биография
Занималась в течение 11 лет профессионально спортивной гимнастикой. Тренер — Татьяна Ненашева. Первым успехом Ирины стала победа на чемпионате мира в 1998 году в групповом многоборье, за что Ирина получила звание Заслуженного мастера спорта РБ (также Беларусь завоевала серебряные медали в двух видах групповых упражнений). В 1999 году Ирина в составе команды завоевала бронзовые медали на чемпионате мира в командном многоборье и групповых упражнениях с обручами и лентами, а также серебряную медаль в упражнениях с 5 мячами. На Олимпийских играх 2000 года сборная Беларуси, в составе которой также выступала Татьяна, завоевала серебряную медаль в групповом упражнении.
По окончании Олимпийских игр Ирина завершила карьеру спортсменки (она была самой старшей в олимпийском составе) и предпочла заниматься тренерской деятельностью, а не выступать в шоу.. В настоящее время Ирина Ильенкова является тренером молодёжной сборной Беларуси, преподаёт в Республиканском центре олимпийской подготовки по художественной гимнастике и работает судьёй международной категории. Её воспитанницами являются Мария Трубач (серебряный призёр Юношеских Олимпийских игр 2014 года), Стефания-Софья Монахова и Анастасия Рыбакова (все трое — серебряные призёры чемпионата Европы 2014 года).